# Kojima Productions Los Angeles
Kojima Productions Los Angeles foi um estúdio americano produtor de jogos eletrônicos, fundado por Tom Sekine e Hideo Kojima, como parte de uma expansão da Kojima Productions original. A empresa foi fundada em 2012, produzindo Metal Gear Solid V: Ground Zeroes, Metal Gear Solid V: The Phantom Pain e Metal Gear Online, e após a conclusão destes jogos, foi fechada pela sua empresa-mãe, a Konami, em novembro de 2015.

## História
A Kojima Productions Los Angeles foi originalmente criada em 2012 como parte de uma expansão da Kojima Productions em Tokyo, no Japão. Hideo Kojima, chefe e diretor da empresa original no japão, disse na época que a empresa seria o pilar para o futuro da marca Kojima Productions, e a escolha de Los Angeles era por conta da área de ser revigorante e muito boa para talentos de grande peso na indústria.
O escolhido para ser chefe do estúdio foi Tom Sekine, com o Hideo Kojima ficando para supervisionar e tratar de coletar talentos para a empresa. A Konami, empresa-mãe e dona das duas divisões, projetou um dos lugares mais ricos de Los Angeles para ser sede da empresa, na Califórnia, berço de grandes desenvolvedores da indústria como a Naughty Dog, The Initiative, Respawn Entertainment, Infinity Ward e outros, então a escolha foi segura quanto a isso.
Até 2015, o estúdio de Los Angeles já havia conseguido recrutar 190 funcionários, e trabalharam em seus únicos 3 anos de vida nos jogos da franquia Metal Gear, sendo eles Metal Gear Solid V: Ground Zeroes e Metal Gear Solid V: The Phantom Pain. Além disso, a empresa foi a principal envolvida na criação do lendário motor gráfico desses dois jogos, a Fox Engine.
Como parte de um problema no relacionamento entre Hideo Kojima e a Konami, em março de 2015, a Kojima Productions Los Angeles teve seu nome alterado para KDE Los Angeles (Konami Digital Entertainment - Los Angeles Studio), e a Kojima Productions Japan se transformou na KDE Japan, se separando entre si no fim do desenvolvimento de MGS V: The Phantom Pain. A partir daí, o estúdio de Los Angeles foi designado a desenvolver somente o MGS V Online, enquanto a empresa original no Japão ficou responsável pela conclusão do jogo base original, com história e personagens.
Após a saída oficial de Hideo Kojima da Konami e do fechamento da Kojima Productions Japan, em novembro de 2015, foi anunciado o que todos já sabiam mais ainda se negavam a aceitar, a Kojima Productions Los Angeles foi fechada, um dos estúdios mais caros e com mais renome foi destruído com meros três anos de vida, e até hoje isso é uma grande amargura para o nome da franquia Metal Gear Solid.

## Fox Engine
A Kojima Productions Los Angeles também é uma das empresas por trás da famosa Fox Engine, o motor gráfico que move os jogos da franquia Metal Gear Solid V: Ground Zeroes e Metal Gear Solid V: The Phantom Pain. O principal papel do estúdio foi porta-la para as plataformas de próxima geração da Microsoft e Sony, no caso, o Xbox One e PlayStation 4.
Além disso, a empresa se encarregou de aplicar códigos para tornar o motor gráfico mais versátil para jogos multijogador e que suportem mais de 6 jogadores, o que gerou no Metal Gear Solid V: MG Online, lançado como um jogo autônomo dentro de MGS V: The Phantom Pain, um mês após o lançamento do jogo original.
Por conta do desligamento da empresa em Novembro 2015, a Engine não foi utilizada em outras vertentes de jogos da Konami, ou acabou se tornando um motor gráfico de código livre para outras empresas utilizarem, acabando por ficar em uso somente em jogos da franquia Pro Evolution Soccer e em Metal Gear Survive. 
Foi relatado em 2014 que a Kojima Productions Los Angeles esta fazendo a adaptação do motor gráfico Fox Engine para o futuro lançamento da empresa, Silent Hills, um jogo que seria dirigido por Hideo Kojima, Guillermo Del Toro, Tom Sekine, e estrelando Norman Reedus como protagonista do jogo. Seria um reboot completo da franquia Silent Hill, em formato de First-Person Shooter, com foco no terror claustrofóbico.
Devido á problemas entre Hideo Kojima e sua empresa-mãe, a Konami, o jogo foi cancelado em março de 2015, e segundo a Konami, os motivos eram devido aos muitos atrasado do futuro lançamento da empresa, Metal Gear Solid V: The Phantom Pain, e porque Kojima estava gastando cada vez mais um dinheiro desorbitante para produzir seus jogos.

## Jogos produzidos
| Título                               | Publicadora | Plataforma                                | Ano de lançamento |
| ------------------------------------ | ----------- | ----------------------------------------- | ----------------- |
| Metal Gear Solid V: Ground Zeroes    | Konami      | Xbox One, Xbox 360, Windows PC, PS4 e PS3 | 2014              |
| P.T. (Playable Teaser)               | Konami      | PlayStation 4                             | 2014              |
| Metal Gear Solid V: The Phantom Pain | Konami      | Xbox One, Xbox 360, Windows PC, PS4 e PS3 | 2015              |
| Metal Gear Online                    | Konami      | Xbox One, Xbox 360, Windows PC, PS4 e PS3 | 2015              |
| Silent Hills                         | Konami      | Xbox One, Windows PC e PlayStation 4      | Cancelado         |

## Futuro incerto e Kojima Productions Amsterdam
Após a reconstrução da Kojima Productions original, no Japão, em dezembro 2015, Hideo Kojima ficou questionando se iria reabrir sua subsidiária em Los Angeles, porém seriam muitos gastos para poucos investimento, agora que a empresa seria independente, teriam de arcar com muitos custos, portanto, decidiram abrir uma subsidiária em Asmterdam, na Holanda, como um estúdio satélite, que apoiou no desenvolvimento do mais novo lançamento do diretor para PlayStation 4 e PC, Death Stranding.
A Kojima Productions Amsterdam conta com cerca de 35 funcionários, e é atualmente a única subsidiária da Kojima Productions original, uma vez que a atual Kojima Productions Los Angeles não tem previsão de ser reconstruída.
Atualmente, após o lançamento de Death Stranding, a Kojima Productions Amsterdam continua firme e forte, e segundo o diretor Hideo Kojima, ambas as empresas em Tokyo e Amsterdam trabalharão juntas em seus futuro projetos. Hideo Kojima diz ter interesse em criar jogos menores e mais focados em experiências singulares, do que sempre desenvolver super-produções, como sempre fez desde que esteve na Konami.
Em abril de 2020, o diretor também disse já estar desenvolvendo o roteiro de seu próximo jogo, na qual é sugerido ser um jogo de terror. Além disso, em maio de 2020, o CEO da Riot Games ter falado abertamente ter interesse em produzir um jogo para um jogador, de campanha cinematográfica, no universo de League of Legends, e que tal projeto teria de ser dirigido e produzido por Hideo Kojima.